# Animals in War Memorial

Animals in War Memorial

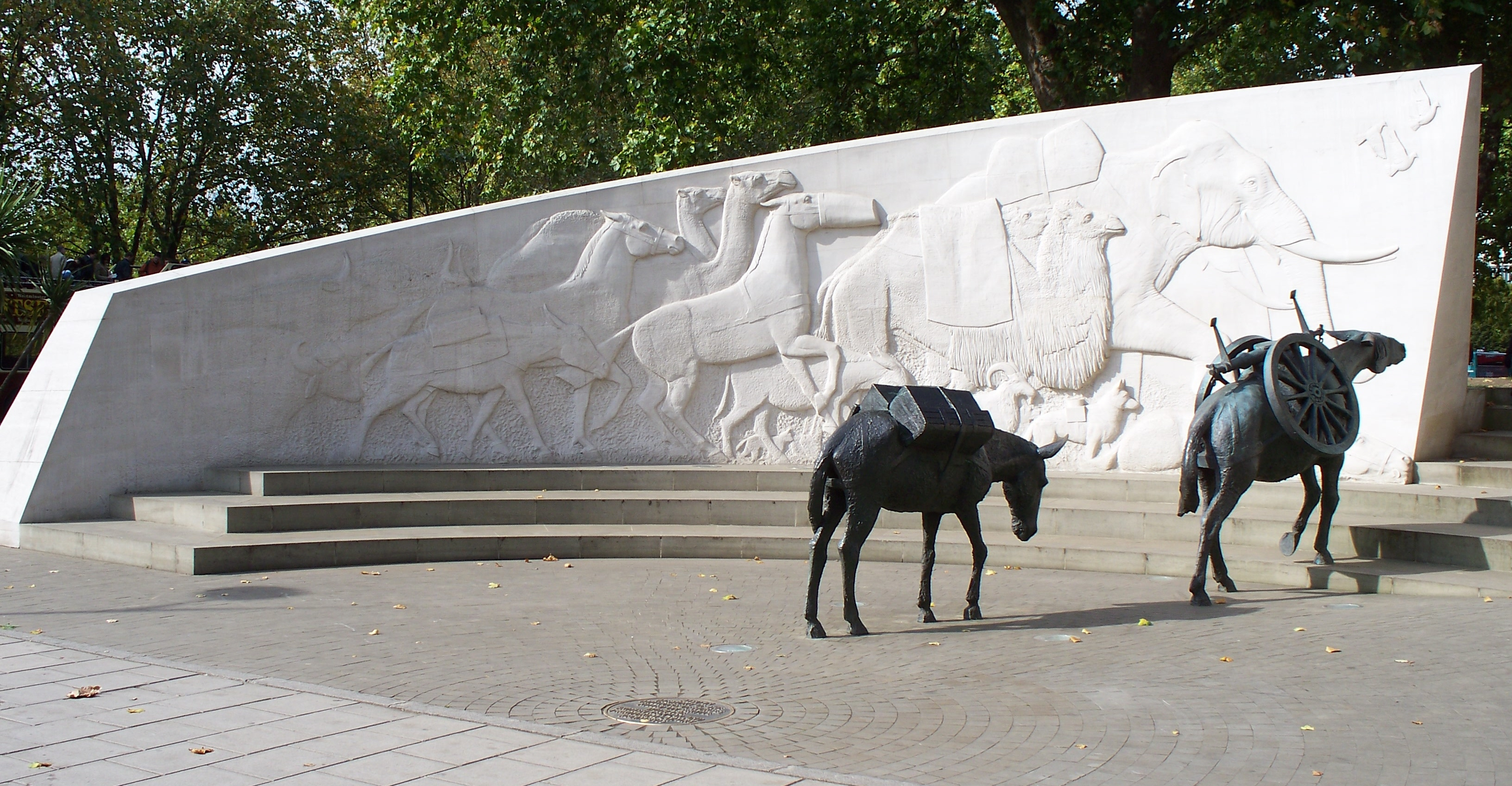
Westelijk deel

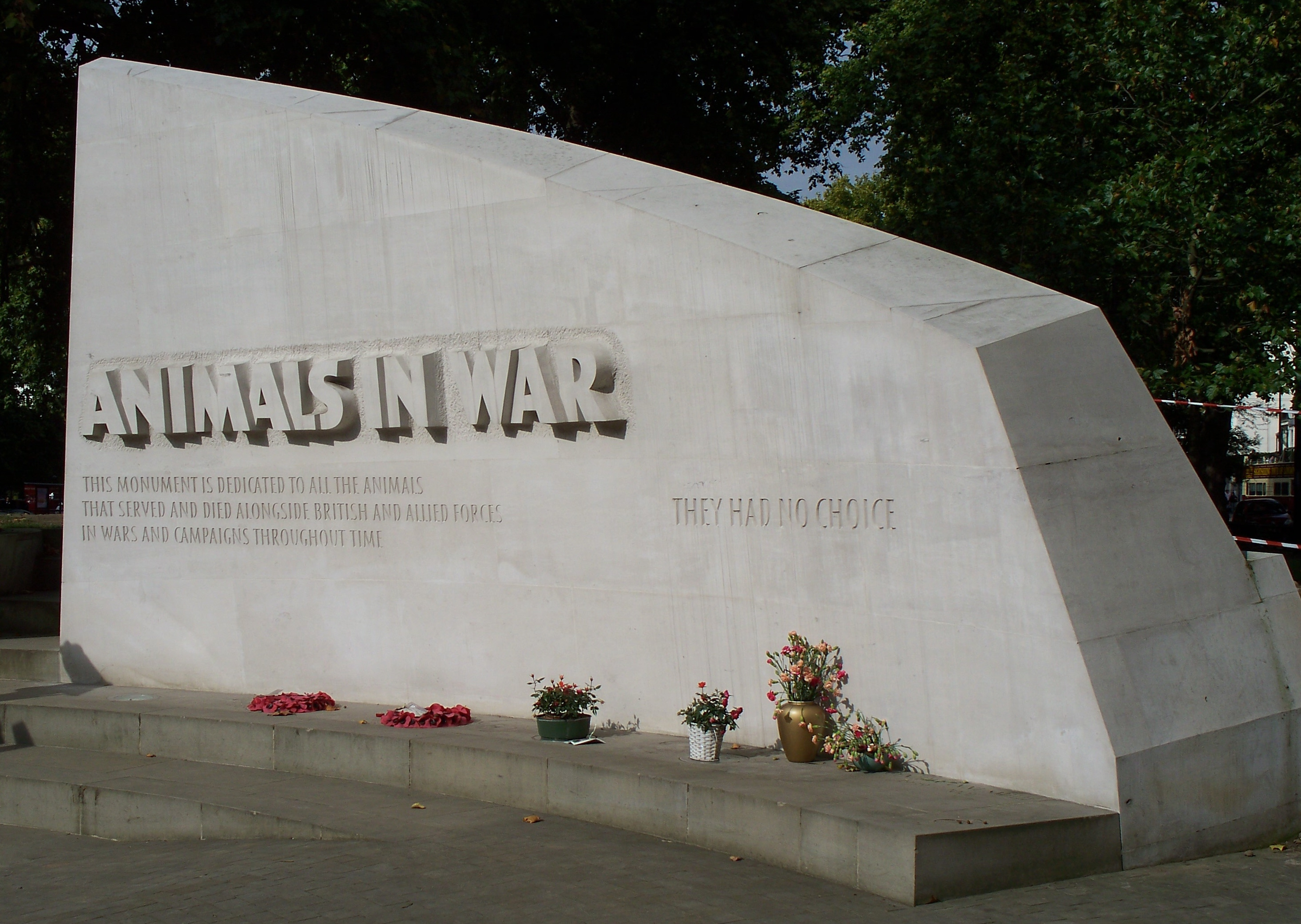
Oostelijk deel

Het Animals in War Memorial is een oorlogsmonument in Hyde Park in Londen.
Het monument werd onthuld in november 2004 door Prinses Anne en is gebouwd ter nagedachtenis van alle dieren die in oorlogen door de Britse troepen werden gebruikt. Het monument was geïnspireerd door Jilly Coopers boek Animals in War (1983). Het werd ontworpen door de Engelse beeldhouwer David Blackhouse en gefinancierd door particuliere giften.
Het bestaat uit een tweedelige gebogen Portlandstenen muur die de oorlogsarena voorstelt. Op de muur staan teksten en afbeeldingen van dieren. Twee zwaarbelaste bronzen muilezels klimmen naar de opening tussen de muren, een bronzen paard en hond zijn reeds door die opening gegaan.

## Achtergrond

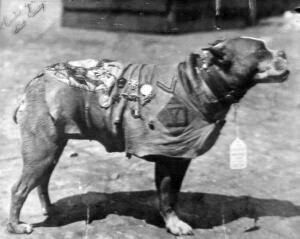
Sergeant Stubby

Olifanten, kamelen, paarden, ezels en honden werden voor transport gebruikt van mensen en materialen. De Eerste Wereldoorlog was de laatste oorlog waar tienduizenden dieren werden gebruikt. Aan het einde van de oorlog was er zo'n tekort aan paarden dat  Engeland paarden uit andere werelddelen importeerde.
Honden werden ook gebruikt om boodschappen af te leveren of gifgas op te speuren. De beroemdste hond tijdens de Eerste Wereldoorlog was Sergeant Stubby, de enige hond die ooit een militaire rang kreeg en onderscheidingen kreeg. Hij was van het 102nd Infantry US Army en zat 18 maanden in de loopgraven in Frankrijk. Hij was ook de eerste hond die de aanwezigheid van gifgas kon detecteren. Omdat er een tekort aan honden was, werden particuliere honden meegenomen. Dezen kregen in Schotland een militaire training op de British War Dog School van Lt.Kol. Edwin Hautenville Richardson.
Duiven werden gebruikt om berichten te verzenden. Bekende duiven uit de Eerste Wereldoorlog zijn onder andere G.I. Joe en Cher Ami. Deze laatste werd met twee soortgenoten door een Amerikaans bataljon, dat door de Duitsers bij Verdun was ingesloten, naar het hoofdkwartier gestuurd om hulp te halen. Cher Ami was de enige die na 40 km op 3 oktober 1918 haar doel bereikte. Zij was onderweg beschoten, waardoor zij blind werd en haar rechterpoot verloor.
Nog kleinere dieren werden ook gebruikt. Glimwormen werden bijvoorbeeld in een potje gedaan om 's nachts kaarten te kunnen lezen.

## Inscripties
Op de voorkant van het monument staat de volgende tekst:
This monument is dedicated to all the animals
that served and died alongside British and allied forces
in wars and campaigns throughout time

They had no choice.
Op de achterkant van het monument staat de volgende tekst:

Many and various animals were employed to support British and Allied Forces in wars and campaigns over the centuries, 

and as a result millions died. 

From the pigeon to the elephant, they all played a vital role in every region of the world in the cause of human freedom.

Their contribution must never be forgotten.
Dit artikel of een eerdere versie ervan is een (gedeeltelijke) vertaling van het artikel Animals in War Memorial op de Engelstalige Wikipedia, dat onder de licentie Creative Commons Naamsvermelding/Gelijk delen valt. Zie de bewerkingsgeschiedenis aldaar.